# Vila Nova de Cerveira
Vila Nova de Cerveira est une municipalité (en portugais : concelho ou município) du Portugal, située dans le district de Viana do Castelo et la région Nord.

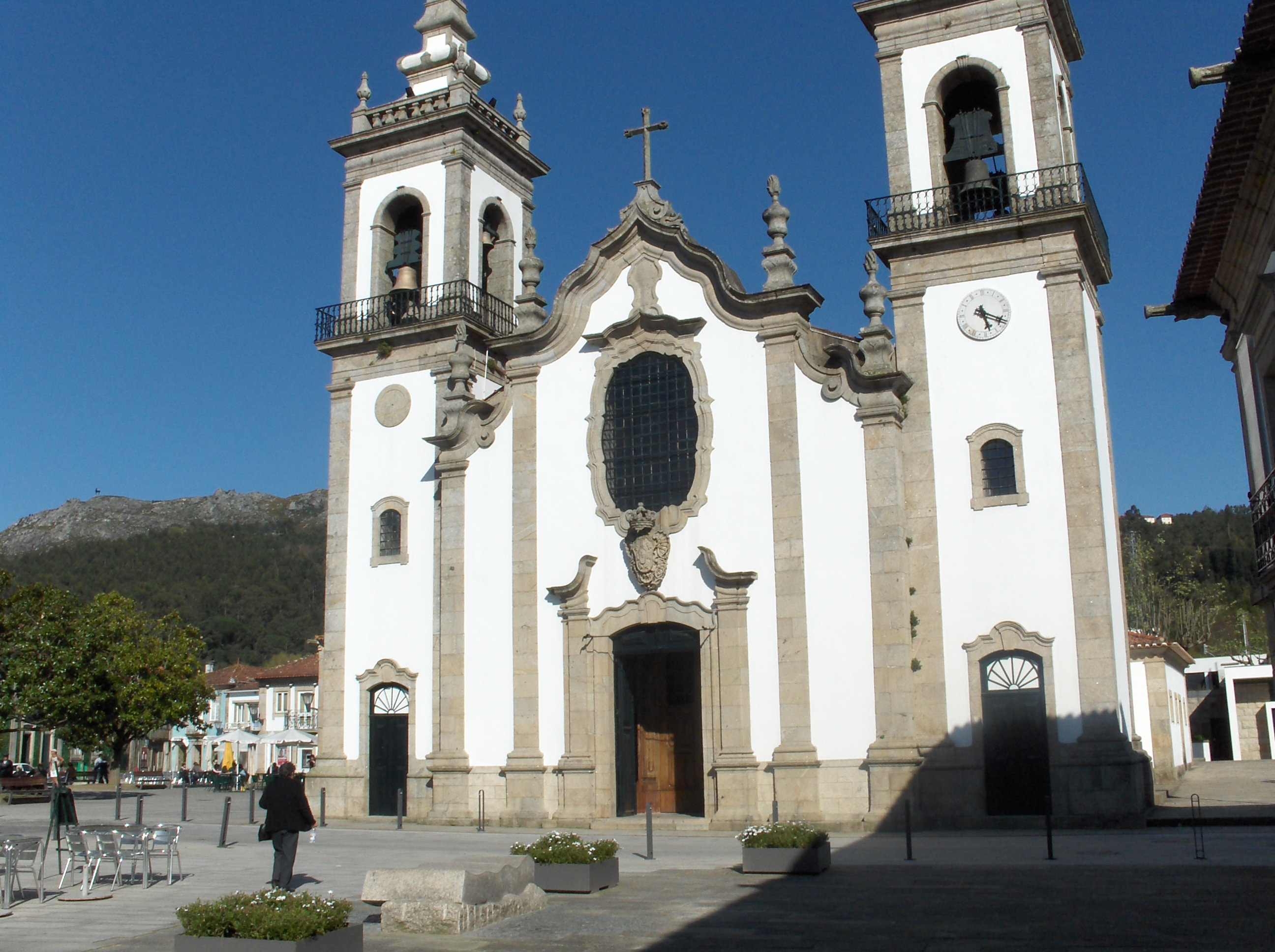
l'église

## Histoire
Le 17 septembre 1658, pendant la Guerre de Restauration, les Portugais y affrontent dans les environs une armée d'invasion espagnole lors de la bataille de Vilanova.

## Géographie
Vila Nova de Cerveira est limitrophe :
- au nord-est, de Valença,
- à l'est, de Paredes de Coura,
- au sud-est, de Ponte de Lima,
- au sud-ouest, de Caminha,
- au nord-ouest, de l'Espagne.

## Démographie
| 1801  | 1849  | 1900  | 1930   | 1960   | 1981  | 1991  | 2001  | 2004  |
| ----- | ----- | ----- | ------ | ------ | ----- | ----- | ----- | ----- |
| 6 706 | 9 401 | 9 691 | 10 794 | 11 030 | 8 666 | 9 144 | 8 852 | 8 813 |

| 2011  | - | - | - | - | - | - | - | - |
| ----- | - | - | - | - | - | - | - | - |
| 9 253 | - | - | - | - | - | - | - | - |

## Subdivisions
La municipalité de Vila Nova de Cerveira groupe 15 paroisses (freguesia, en portugais) :
- Campos
- Candemil
- Cornes
- Covas
- Gondar
- Gondarém
- Loivo
- Lovelhe
- Mentrestido
- Nogueira
- Reboreda
- Sapardos
- Sopo
- Vila Meã
- Vila Nova de Cerveira